# 키아니포스
키아니포스(Cyanippus)는 그리스 신화에 나오는 아르고스의 왕인 아드라스토스의 손자이며 아이기알레우스의 아들이다. 그는 아르고스의 왕으로 트로이 전쟁에 참전했으며, 트로이의 목마 안에 숨어 있던 용사들 가운데 하나였다. 키아니포스가 자식을 남기지 않고 죽었기 때문에 그와 함께 트로이 목마 안에 숨어 있던 동료 용사 스테넬로스의 아들 킬라라베스가 왕위를 계승하였다.